# アドルフ・イェンゼン
アドルフ・イェンゼン（Adolf Jensen, 1837年1月12日 ケーニヒスベルク - 1879年1月23日 バーデン＝バーデン）は、ドイツの作曲家、ピアニスト、音楽教育者。主に歌曲（176曲ある）とピアノ曲を作曲した。イェンゼンのピアノ曲は、19世紀に人気のあったロマンティックなサロン音楽であった。

## 生涯
1837年にケーニヒスベルクに生まれる。最初は独学で自らの楽才を見出す。1852年にベルリンで、ルイス・エーレルトとフリードリヒ・ヴィルヘルム・マールプルクに師事。フランツ・リストに注目され、有能なピアニストとして指導を受ける。研修期間を終えると、まずは1856年に音楽教師としてロシアに赴き、次いで1857年にポーゼン市立劇場の楽長に就任するが、その後さらに2年間コペンハーゲンでニルス・ゲーゼに師事。1858年にケーニヒスベルクに戻ると、たちまち地元で作曲家や教師として名を揚げた。1866年にベルリンに行き、カール・タウジヒの「上級ピアノ演奏学校」のピアノ教授に任用される。1868年までかの地で教え、その後はドレスデンへ、1870年にはグラーツへ転居した。
最晩年の4年間はバーデンバーデンに過ごし、同地で友人ヨハネス・ブラームスと定期的に接触を取った。1879年1月23日に重篤な肺病のため死去。

## 作品
イェンゼンは徹底して詩的な音楽センスによって、生前にロベルト・シューマンの後継者と目された。無数の作品はロマンティックな感情に満ち溢れ、作品は繊細さゆえに、しばしば極端に走ることがなく、時折り「サロン的なもの」に近付いている。
イェンゼンはいくつかの連作歌曲（とりわけ《聖母哀傷（Dolorosa）》《学生歌（Gaudeamus）》《スペイン歌曲集（Das spanische Liederbuch）》など）を作曲した。しかしながら最も重要な作品群はとりわけピアノ曲であろう。ここに特記すべきピアノ曲として、《内なる声（Innere Stimmen）》《華麗なる円舞曲（Valse brillante）》《幻想小曲集（Fantasiestücke）》《ロマンティックな練習曲 （Romantische Studien）》《25の練習曲（25 Etüden）》《子守歌（Berceuse）》《旅の絵（Wanderbilder）》《即興曲 （Impromptus）》《ピアノ・ソナタ 嬰ヘ短調（Sonate fis-Moll）》《想い出（Erinnerungen）》《エロティコン（Erotikon）》《謝肉祭の光景（Scènes carnavalesques）》がある。他に、4手ピアノのための作品もある。